# SS Mahratta (1891)
El SS Mahratta fue un buque de vapor propiedad de Brocklebank Line que fue botado en 1891 y encalló en Goodwin Sands en 1909.

## Hundimiento
El 9 de abril de 1909 (Viernes Santo), el transatlántico Mahratta, de 5.639 toneladas, encalló en Goodwin Sands, con una carga pesada, una tripulación de 90 personas y 17 pasajeros. El Mahratta se dirigía a Londres desde Calcuta (India) con una carga mixta que incluía yute, arroz, caucho y té. Encalló en el Fawk Spit de Goodwin Sands con tiempo tranquilo y se quedó encallado.
Al día siguiente se lanzaron botes salvavidas y la mayoría de los pasajeros fueron rescatados por el bote salvavidas de Deal. Aunque se enviaron dos remolcadores desde Dover, fue imposible liberar al Mahratta. El Mahratta se partió en dos al día siguiente. Entre los tres pasajeros que se encontraban a bordo en ese momento había una mujer que se había negado a abandonar el barco porque llevaba consigo un perro que, de ser rescatado, tendría que ser puesto en cuarentena.
El Sands no abandonó el Mahratta hasta pasadas 24 horas, lo que dio tiempo a que los lugareños ayudaran a descargar su carga. Muchos de ellos exigieron su derecho de salvamento, y cuando los aduaneros registraron sus casas fueron maltratados físicamente.
El viento del oeste aumentó de intensidad y, al rescatar la carga de las bodegas 4 y 5, el buque se escoró, lo que dificultó las tareas de salvamento.
Una investigación de la Junta de Comercio determinó que el buque había encallado porque el práctico no había reconocido la luz de Gull y había tomado un rumbo incorrecto.
Un segundo barco llamado Mahratta encalló en Goodwin Sands en 1939, a menos de una milla del lugar donde naufragó el primer Mahratta.

## Incidente del ferryPride of Canterbury
El 31 de enero de 2008, el transbordador de pasajeros de carga rodada Pride of Canterbury operado por P&O Ferries chocó contra los restos del pecio del Mahratta mientras maniobraba en condiciones climáticas adversas hasta una posición de espera en The Downs . El ferry sufrió grandes daños en la hélice de babor y tuvo que ser ayudado a atracar en Dover. No está claro si el lugar del naufragio mencionado en el informe MAIB es el del primer SS Mahratta o el del posterior.